# ICE (cryptographie)
Pour les articles homonymes, voir ICE.
Meilleure cryptanalyse
Cryptanalyse différentielle avec une complexité de 256 pour ICE (227 pour Thin-ICE)
ICE (Information Concealment Engine) est un algorithme de chiffrement par bloc publié par Matthew Kwan en 1997. L'algorithme est similaire dans sa structure à DES mais avec la présence d'une permutation qui dépend d'une clé à chaque tour. L'algorithme n'est pas breveté et le code a été placé dans le domaine public. 
ICE est basé sur un réseau de Feistel avec une taille de bloc de 64 bits. L'algorithme original utilise une clé de 64 bits et possède 16 tours. Une variante plus rapide, Thin-ICE n'utilise que 8 tours. Une version généralisée, ICE-n utilise 16·n tours avec une clé de 64·n bits.

## Cryptanalyse
En 1998, Van Rompay et al. tentèrent une attaque différentielle sur Thin-ICE. Avec 223 textes clairs choisis, la probabilité de retrouver la clé est de 25 %. Avec 227 textes, la probabilité monte à 95 %. Pour le ICE original, une attaque sur 15 des 16 tours a été trouvée et nécessite au plus 256 textes clairs choisis.